# Theodor Adorno

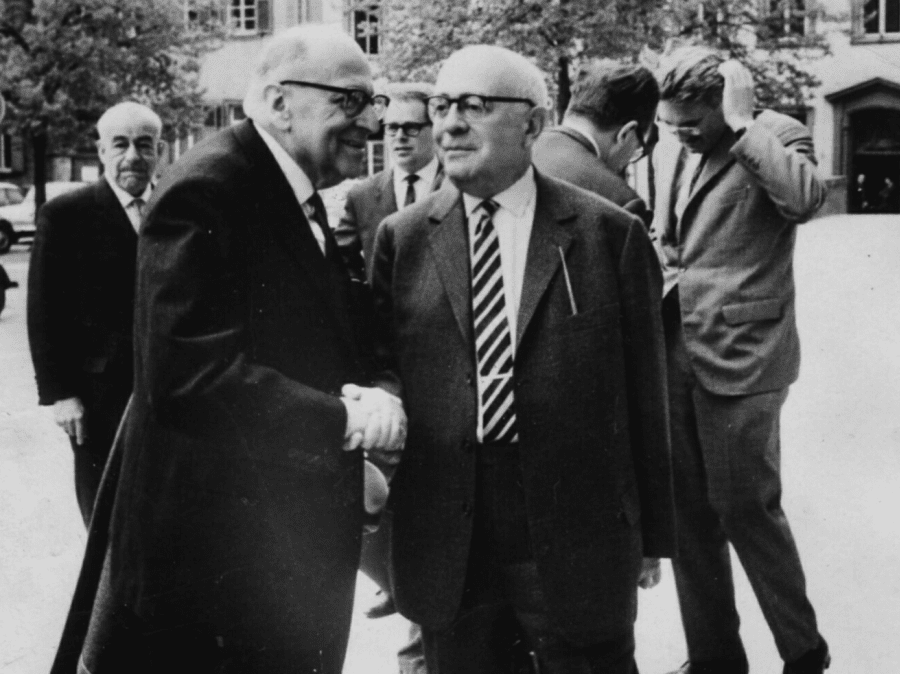
Max Horkheimer (links vooraan), Theodor Adorno (rechts vooraan) en Jürgen Habermas (rechts achteraan) in 1965 in Heidelberg

Theodor Ludwig Wiesengrund Adorno (Frankfurt am Main, 11 september 1903 – Visp (Zwitserland), 6 augustus 1969) was een Duits socioloog, filosoof, musicoloog, componist en literatuurcriticus. Hij was ook een prominent lid van het Institut für Sozialforschung, meestal Frankfurter Schule genoemd. 

## Sociaal filosoof
Theodor W. Adorno studeerde aan de Universiteit van Oxford en profileerde zich al vroeg als socioloog. Daarnaast was hij hoofdzakelijk een filosofisch denker. Het etiket "sociaal filosoof" benadrukt het sociaal-kritisch aspect van zijn filosofisch denken, dat vanaf 1945 een intellectueel prominent standpunt werd binnen de kritische theorie van de Frankfurter Schule. Samen met Max Horkheimer, Walter Benjamin en Herbert Marcuse was hij een grondlegger van deze filosofische school, die vanaf de jaren dertig opkwam en later in de jaren zestig een sterke invloed zou uitoefenen op de studentenbewegingen in West-Europa. De denkbeelden van de Frankfurter Schule kregen geleidelijk ook invloed binnen de sociale wetenschappen. 
Zijn bekendste werk De dialectiek van de verlichting schreef hij samen met Max Horkheimer. Daarin beschreven zij hoe de Verlichting, die staat voor rationaliteit en vooruitgangsgeloof, omsloeg in haar tegendeel, en hoe de natuurdwang gereproduceerd wordt in beheersingsdwang. Als voorbeeld verwezen ze naar de holocaust.
Van 1944 tot 1950 stond Adorno aan het hoofd van het Berkeley Project on the Nature and Extent of Antisemitism, opgezet om de oorzaken van antisemitische vooroordelen te onderzoeken. En in bredere zin de centrale thesen van De dialectiek van de verlichting empirisch te toetsen, waarbij met name de zogenaamde F-schaal werd ontwikkeld en gebruikt om de mate van autoritarisme (i.e. de vatbaarheid voor autoritaire, anti-democratische en fascistoïde tendensen) bij proefpersonen te kunnen meten. De resultaten van dit project vonden hun neerslag in het boek The Authoritarian Personality, dat nog steeds geldt als een klassieker op dit gebied.

## Muziek

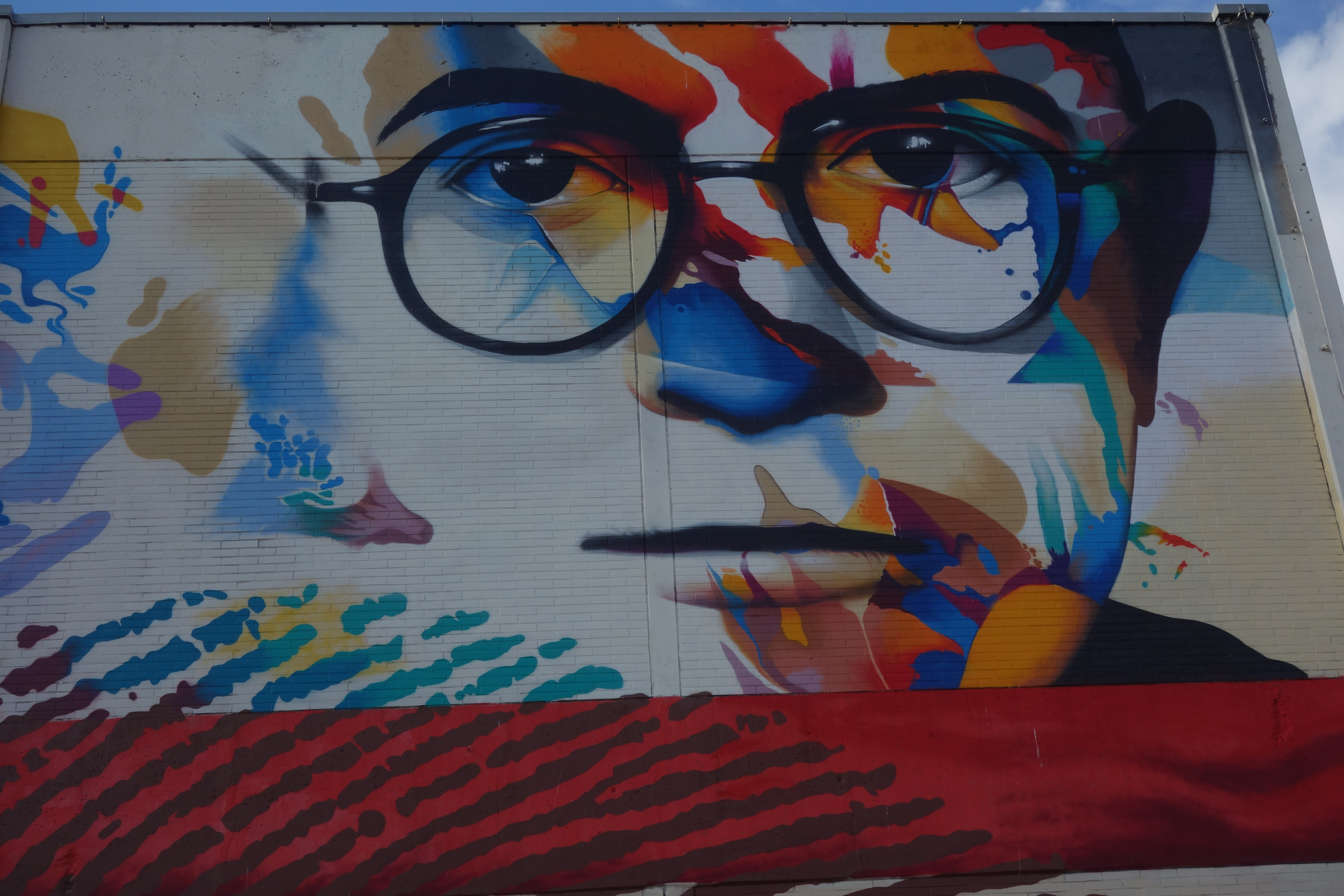
Muurschildering ter ere van Adorno in Frankfurt

Adorno was op alle terreinen kritisch. Zo werd hij onder meer gevreesd als muziekcriticus.
Hij was ook de Music director, regisseur, van het Radio Project.
Als componist kon hij niet ontsnappen aan de schaduw van zijn leraar Alban Berg; wel betrad hij meermaals muziekfilosofisch terrein. Adorno schreef het indertijd invloedrijke, maar thans sterk bekritiseerde boek "Philosophie der neuen Musik", dat gedurende vele decennia met name het Duitse muziekklimaat ingrijpend zou bepalen. In het boek maakt hij een vergelijking tussen de muziek van Schönberg en die van Stravinsky, die hij in het voordeel van de eerste laat uitvallen.

## Adorno's filosofie
De filosofie van Adorno is niet zozeer een positief systeem, maar meer een kritiek op bestaande systemen. Hij richtte zich met name tegen de repressieve kapitalistische maatschappij (hoewel hij de communistische niet als beter beschouwde). De kapitalistische maatschappij is in Adorno's ogen een maatschappij van gelijkschakeling en gelijkvormigheid waarin het niet-identieke wordt onderdrukt. 
De wetenschap, de starre ratio en de harmonieuze eenheid van de klassieke kunststijlen zijn onderdeel van dit onderdrukkende systeem. Systematiek, identiteit en harmonie worden afgedwongen ten koste van alles wat niet in dit systeem past. Onder de formele ordeningen van wetenschap en kunst ligt een haat tegen het niet-identieke, het echte individuele. Dit is in feite de angst voor het onbekende en onbeheersbare. Deze angst onderzoekt Adorno in The Authoritarian Personality.
De westerse traditie van Verlichting is altijd gericht op het beheersen van de werkelijkheid. Dit komt met name tot uiting in het beheersen van de natuur door middel van technologie. Met deze drang naar beheersing vernietigt de Verlichting ook zichzelf. De menselijke en niet-menselijke natuur, die niet rationeel zijn, worden door de kritiek van de formele ratio ontkend en uiteindelijk vernietigd, waarmee ook alle zingeving verdwijnt.
Adorno zag de cultuurindustrie als een machinerie die erop gericht is om het individu in het gelid te houden en de gelijkvormigheid te bevorderen. De cultuurindustrie maakt mensen passief en gewillig, aldus Adorno. Zo worden door de cultuurindustrie valse behoeften gecreëerd: behoeften die gecreëerd zijn door het kapitalisme dat daarin ook voorziet. Dat wil zeggen: de cultuurindustrie creëert de vraag naar dat wat het kapitalisme aanbiedt. 
Hoewel door de cultuurindustrie de indruk van verscheidenheid wordt gewekt, zijn de uitdrukkingsvormen ervan allemaal variaties op hetzelfde thema, en resulteert ze uiteindelijk onder de oppervlakte in eenvormigheid en aanpassing van het individu aan de massa. Het individu wordt wijsgemaakt dat het een eigen, unieke smaak en voorkeur heeft en wordt er zo van weerhouden om zich te ontwikkelen tot een mens met wérkelijk unieke kwaliteiten.
Deze ideologie ligt ten grondslag aan het artikel "On Popular Music" (1941), waarin Adorno kritiek levert op populaire muziek als product van de kapitalistische cultuurindustrie.
Hij is ook de ontwerper van de zogeheten F-schaal (kort voor fascisme-schaal), een uitgebreide test om te onderzoeken in hoeverre je bevattelijk bent voor fascistische ideeën.

## Werk
- Aspecten van het nieuwe rechts-radicalisme, vert. Mark Wildschut (Amsterdam: Octavo, 2019), ISBN 9789490334277.
- Negatieve Dialectiek. Utrecht, 2014.
- Prisma's. Cultuurkritiek en maatschappij, vert. Mark Wildschut (Amsterdam: Octavo, 2012), ISBN 9789490334079.
- Zonder richtlijn. Parva aesthetica, vert. Mark Wildschut (Amsterdam: Octavo, 2012), ISBN 9789490334000.
- Filosofie van de Nieuwe Muziek. Nijmegen, 1992.
- Dialectiek van de Verlichting: filosofische fragmenten (met Max Horkheimer). Nijmegen, 1987.
- Kritische modellen. Amsterdam, 1974 / 1977.
- Opvoeding tot mondigheid. Utrecht/Antwerpen, 1971.
- Minima Moralia. Utrecht/Antwerpen, 1971.
- The Authoritarian Personality (in samenwerking met E. Frenkel-Brunswick, D.J. Levinson en R. Nevitt Sanford). New York, 1950.